# Finale Kupa prvaka 1961.
Finale Kupa prvaka 1961. je bilo šesto finale Kupa prvaka, koje je igrano 31. svibnja 1961. na Wankdorf Stadionu. U finalu su igrali portugalska S.L. Benfica i španjolska FC Barcelona. Utakmica je završila rezultatom 3:2 za Benficu, koja je prvi put osvojila Kup prvaka. Zanimljivo, ovo je finale Kupa prvaka bio prvo u kojem nije sudjelovao Real Madrid, koji je prije toga osvojio pet Kupova zaredom.

## Susret
| 31. svibnja 1961.                             |     |                       |                                                                                    |
| Benfica                                       | 3:2 | FC Barcelona          | Wankdorf Stadion, Bern Broj gledatelja: 33.000 Sudac: Gottfried Dienst (Švicarska) |
| Águas 30' Ramallets 32' (auto-gol) Coluna 55' |     | Kocsis 20' Czibor 75' | Wankdorf Stadion, Bern Broj gledatelja: 33.000 Sudac: Gottfried Dienst (Švicarska) |

| Benfica | Barcelona |

| SL BENFICA:   |    |                          |
|               |    |                          |
| GK            | 1  | Alberto da Costa Pereira |
| DF            | 2  | Mario João               |
| DF            | 3  | Germano de Figueiredo    |
| DF            | 4  | Angelo Martins           |
| DF            | 5  | José Neto                |
| MF            | 6  | Fernando Cruz            |
| MF            | 7  | José Augusto             |
| MF            | 8  | Joaquim Santana          |
| MF            | 9  | José Águas               |
| FW            | 10 | Mário Coluna             |
| FW            | 11 | Domiciano Cavém          |
| Trener:       |    |                          |
| Béla Guttmann |    |                          |

| FC BARCELONA:    |    |                    |
|                  |    |                    |
| GK               | 1  | Antoni Ramallets   |
| DF               | 2  | Foncho             |
| DF               | 3  | Enric Gensana      |
| DF               | 4  | Sigfrido Gracia    |
| DF               | 5  | Martín Vergés      |
| MF               | 6  | Jesús Garay        |
| MF               | 7  | Ladislao Kubala    |
| MF               | 8  | Sándor Kocsis      |
| MF               | 9  | Evaristo de Macedo |
| FW               | 10 | Luis Suárez        |
| FW               | 11 | Zoltán Czibor      |
| Trener:          |    |                    |
| Enrique Orizaola |    |                    |

## Vanjske poveznice
- Rezultati Kupa prvaka, RSSSF.com
- Sezona 1960./61., UEFA.com
- Povijest Lige prvaka: 1961.

| Finala Kupa prvaka i UEFA Lige prvaka | Finala Kupa prvaka i UEFA Lige prvaka |
| ------------------------------------- | --- |
|                                       | |
| Kup prvaka                            | 1956. • 1957. • 1958. • 1959. • 1960. • 1961. • 1962. • 1963. • 1964. • 1965. • 1966. • 1967. • 1968. • 1969. • 1970. • 1971. • 1972. • 1973. • 1974. • 1975. • 1976. • 1977. • 1978. • 1979. • 1980. • 1981. • 1982. • 1983. • 1984. • 1985. • 1986. • 1987. • 1988. • 1989. • 1990. • 1991. • 1992. |
|                                       | |
| Liga prvaka                           | 1993. • 1994. • 1995. • 1996. • 1997. • 1998. • 1999. • 2000. • 2001. • 2002. • 2003. • 2004. • 2005. • 2006. • 2007. • 2008. • 2009. • 2010. • 2011. • 2012. • 2013. • 2014. • 2015. • 2016. • 2017. • 2018. • 2019. • 2020. • 2021. • 2022. • 2023. • 2024.                                         |

| Finala Kupa prvaka i UEFA Lige prvaka | Finala Kupa prvaka i UEFA Lige prvaka |
| ------------------------------------- | --- |
|                                       | |
| Kup prvaka                            | 1956. • 1957. • 1958. • 1959. • 1960. • 1961. • 1962. • 1963. • 1964. • 1965. • 1966. • 1967. • 1968. • 1969. • 1970. • 1971. • 1972. • 1973. • 1974. • 1975. • 1976. • 1977. • 1978. • 1979. • 1980. • 1981. • 1982. • 1983. • 1984. • 1985. • 1986. • 1987. • 1988. • 1989. • 1990. • 1991. • 1992. |
|                                       | |
| Liga prvaka                           | 1993. • 1994. • 1995. • 1996. • 1997. • 1998. • 1999. • 2000. • 2001. • 2002. • 2003. • 2004. • 2005. • 2006. • 2007. • 2008. • 2009. • 2010. • 2011. • 2012. • 2013. • 2014. • 2015. • 2016. • 2017. • 2018. • 2019. • 2020. • 2021. • 2022. • 2023. • 2024.                                         |